# Simona Zanini
Pour les articles homonymes, voir Zanini.
Simona Zanini est une chanteuse italo-américaine, née en 1961 à Ashland, dans le Kentucky. Elle a principalement participé à des projets d'Italo disco dans les années 1980 et 1990, souvent aux côtés du producteur et musicien Aldo Martinelli.
Elle a notamment été membre des groupes Valerie Dore, Radiorama et Martinelli. Elle est également la véritable voix chantée de Moon Ray[réf. nécessaire], interprétée physiquement par la danseuse Mandy Ligios. Sous ce pseudonyme partagée avec Ligios, Zanini a notamment chanté le titre Comanchero en 1984.